# Os Parças - A Série
Os Parças - A Série é uma série de televisão brasileira produzida pelo Globoplay, em parceria com a Formata. A primeira temporada estreou em 6 de junho no serviço de streaming. Com direção de Marcelo Zambelli conta com roteiro de Felipe Flexa, Sergio Martorelli, Beth Moreno, Cadu Pereiva, Fernando Aragão, Gustavo Acioli e Raquel Terto.
A série que serve como sequência dos filmes  Os Parças e Os Parças 2 tem Tom Cavalcante, Whindersson Nunes, Tirullipa e Bruno de Luca nos papéis principais.

## Enredo
Toinho (Tom Cavalcante), Pilôra (Tirullipa) e Romeu (Bruno De Luca) se encontram em uma missão inesperada e caótica: libertar Ray Van (Whindersson Nunes), que foi sequestrado por engano pela quadrilha liderada por Julião (Jojo Todynho).

## Elenco
- Tom Cavalcante como Toin
- Whindersson Nunes como Ray Van
- Tirullipa como Pilôra
- Bruno De Luca como Romeu
- Jojo Todynho como Júlia Antunes (Julião)
- Paulo Miklos como Carlinhos Cochabamba
- Karina Dohme como Cinthia Maria Barolo
- Lucy Ramos como Investigadora Suzana Montenegro
- Nando Brandão como Investigador Paixão
- Rafael Lozano como Van Damme
- Tamara Taxman como Tia Justinna
- Daniel Uemura como Toshiro Mijaronomuro
- Norival Rizzo como Alceu
- Paulo Verlings como Siri Patola
- Stella Miranda como Dona Selma Cavalcante
- Luiz Guilherme como Bóris Caronte
- Nadine Gerloff como Banca Examinadora
- Jader Januário como Banca Examinadora
- Lia Benacon como  Banca Examinadora
- Norival Rizzo como Alceu
- Guilherme Faria como Miúdo